# Bep Guidolin
Armand „Bep“ Guidolin (* 9. Dezember 1925 in Thorold, Ontario; † 24. November 2008 in Barrie, Ontario) war ein kanadischer Eishockeyspieler (Linksaußen) und -trainer, der von 1942 bis 1952 für die Boston Bruins, Detroit Red Wings und Chicago Black Hawks in der National Hockey League spielte. Guidolin war bei seinem ersten Spiel für die Bruins der jüngste Spieler, der je in der NHL eingesetzt wurde.

## Karriere
Guidolin erreichte mit den Oshawa Generals 1942 das Finalturnier um den Memorial Cup. In der darauf folgenden Saison 1942/43 wurde er von den Boston Bruins in die NHL berufen. Durch den Zweiten Weltkrieg waren viele Spieler der Bruins zum Militär eingerückt, darunter auch die gesamte „Kraut Line“, die dominierende Sturmreihe des Teams. Das Management musste nun auf junge Spieler setzen, um die entstandenen Lücken zu schließen. Der talentierte Guidolin war einer von ihnen. Mit 16 Jahren und elf Monaten war er am 12. November 1942 der jüngste Spieler in der NHL-Geschichte, eine Bestmarke, die auch später nicht mehr unterboten wurde.
Trotz seiner Jugend wusste er bereits in seiner ersten Saison zu gefallen. Er spiele in einer Angriffsreihe mit dem 17 Jahre alten Don Gallinger in der sogenannten „Sprout Line“. Nach zwei respektablen Jahren bei den Bruins kehrten viele Spieler aus dem Krieg zurück und er kehrte für eine Spielzeit in die unteren Ligen zurück. Ab der Saison 1945/46 gelang es ihm wieder, sich bei den Bruins durchzusetzen. 
Zur Saison 1947/48 wechselte er zu den Detroit Red Wings, bei denen er zwei Jahre spielte, bevor er unter anderem für Bud Poile an die Chicago Black Hawks weitergegeben wurde. Bei den Blackhawks konnte er in der Saison 1949/50 mit 51 Punkten seine persönliche Bestmarke aufstellen. Nach Abschluss der Saison 1951/52 endete für den damals 26-jährigen seine aktive NHL-Karriere. Sein intensives Engagement um eine Spielergewerkschaft machte ihn bei den Teambesitzern unbeliebt. Bis 1961 spielte er noch in verschiedenen unterklassigen Teams.
Mitte der 1960er Jahre übernahm er seine ersten Trainerpositionen. Bei den Oshawa Generals trainierte er unter anderem Bobby Orr. Im Laufe der Saison 1972/73 übernahm er den amtierenden Stanley-Cup-Sieger, die Boston Bruins, als Trainer. In seinem zweiten Jahr führte das Team in die Finalspiele, unterlag dort jedoch den Philadelphia Flyers. Nach Streitigkeiten mit dem General Manager der Bruins, Harry Sinden, verließ er nach der Finalniederlage die Bruins. Die neu gegründeten Kansas City Scouts heuerten ihn als ihren ersten Trainer an. Dort wurde er während seiner zweiten Saison entlassen. Seine nächste Station waren die Edmonton Oilers, die damals noch in der World Hockey Association spielten.
Im Alter von 82 Jahren verstarb er am 24. November 2008.

## Sportliche Erfolge
- Allan Cup: 1961

### Persönliche Auszeichnung
- Teilnahme am NHL All-Star Game: 1975 (als Trainer)

## Rekorde
- Jüngster Spieler, der je in der NHL spielte.